# راشد رحمان
راشد رحمان (۱۳ اکتبر ۱۹۵۸–۷ مه ۲۰۱۴) یک حقوقدان برجسته پاکستانی و هماهنگ‌کننده منطقه ای کمیسیون حقوق بشر پاکستان بود. وی بخاطر کار خود با مشتریانی که فقیر بودند یا تحت قوانین شدید ضد کفرگویی پاکستان متهم شده بودند شهرت داشت. در آوریل ۲۰۱۴ او وکالت جنید حافظ، یک مدرس زبان متهم به کفرگویی را بر عهده گرفت که با مخالفت و حملات شدید گروه‌های تندرو دانشجویی در پاکستان همراه شد. نهایتاً در ۷ مه ۲۰۱۴، افرادی مسلح با ورود به دفتر رحمان، وی را تیرباران کردند و آقای رحمان در بیمارستان درگذشت. همچنین یک وکیل جوان نیز در طی این حادثه به شدت مجروح شد. ترور رشید رحمان در داخل و خارج پاکستان با انتقاد شدید گروه‌های میانه‌رو و لیبرال همراه بود.